# Xã Poplar Grove, Quận Boone, Illinois
Xã Poplar Grove (tiếng Anh: Poplar Grove Township) là một xã thuộc quận Boone, tiểu bang Illinois, Hoa Kỳ. Năm 2010, dân số của xã này là 5.054 người.